# Especies de Amorphophallus

## A
- Amorphophallus abyssinicus
- Amorphophallus albus
- Amorphophallus amygdaloides
- Amorphophallus angolensis
- Amorphophallus angustispathus
- Amorphophallus ankarana
- Amorphophallus aphyllus

## B
- Amorphophallus baumannii
- Amorphophallus beccarii
- Amorphophallus borneensis
- Amorphophallus brevispathus
- Amorphophallus bulbifer

## C
- Amorphophallus canaliculatus
- Amorphophallus cirrifer
- Amorphophallus coaetaneus
- Amorphophallus commutatus
- Amorphophallus corrugatus

## D
- Amorphophallus dactylifer
- Amorphophallus declinatus
- Amorphophallus decus-silvae
- Amorphophallus discophorus
- Amorphophallus dracontioides

## E
- Amorphophallus eburneus
- Amorphophallus eichleri

## G
- Amorphophallus galbra
- Amorphophallus glossophyllus

## H
- Amorphophallus henryi
- Amorphophallus hewitii
- Amorphophallus hirsutus
- Amorphophallus hirtus
- Amorphophallus hohenackeri
- Amorphophallus hottae

## I
- Amorphophallus impressus
- Amorphophallus interruptus

## J
- Amorphophallus johnsonii

## K
- Amorphophallus kiusiuensis
- Amorphophallus konjac
- Amorphophallus konkanensis
- Amorphophallus krausei

## L
- Amorphophallus lambii
- Amorphophallus lanuginosus
- Amorphophallus laoticus
- Amorphophallus lewallei
- Amorphophallus longiconnectivus
- Amorphophallus longituberosus

## M
- Amorphophallus margaritifer
- Amorphophallus maxwellii
- Amorphophallus mossambicensis
- Amorphophallus muelleri

## N
- Amorphophallus napalensis

- Amorphophallus napiger

- Amorphophallus natolii
- Amorphophallus ochroleucus

## P
- Amorphophallus paeoniifolius
- Amorphophallus palawanensis
- Amorphophallus pendulus
- Amorphophallus pusillus
- Amorphophallus pygmaeus
- Amorphophallus rhizomatosus

## S
- Amorphophallus sagittarius
- Amorphophallus salmoneus
- Amorphophallus scutatus
- Amorphophallus smithsonianus
- Amorphophallus sumawongii
- Amorphophallus symonianus

## T
- Amorphophallus taurostigma
- Amorphophallus thaiensis
- Amorphophallus tinekeae
- Amorphophallus titanum

## V
- Amorphophallus variabilis
- Amorphophallus yunnanensis
- Amorphophallus zenkeri

- Datos: Q4110726